# Reprezentacja Kataru U-23 w piłce nożnej mężczyzn
Reprezentacja Kataru U-23 w piłce nożnej mężczyzn – męska piłkarska reprezentacja Kataru do lat 23. Największymi sukcesami reprezentacji jest zdobycie brązu w pucharze Azji w 2018 roku.

## Puchar Azji
Na podstawie:
| Rok   | Runda                  | M                      | W                      | R                      | P                      | GZ                     | GS                     |
| ----- | ---------------------- | ---------------------- | ---------------------- | ---------------------- | ---------------------- | ---------------------- | ---------------------- |
| 2013  | Nie zakwalifikował się | Nie zakwalifikował się | Nie zakwalifikował się | Nie zakwalifikował się | Nie zakwalifikował się | Nie zakwalifikował się | Nie zakwalifikował się |
| 2016  | IV miejsce             | 6                      | 4                      | 0                      | 2                      | 14                     | 10                     |
| 2018  | III miejsce            | 6                      | 5                      | 0                      | 1                      | 10                     | 5                      |
| 2020  | Faza grupowa           | 3                      | 0                      | 3                      | 0                      | 3                      | 3                      |
| 2022  | Faza grupowa           | 3                      | 0                      | 2                      | 1                      | 3                      | 9                      |
| 2024  | Awans                  | ?                      | ?                      | ?                      | ?                      | ?                      | ?                      |
| Razem | Turniejów finał.       | 18                     | 9                      | 5                      | 4                      | 30                     | 27                     |

## Aktualny skład
Aktualny skład drużyny można przeglądać na stronie transfermarkt.pl.